# Улица Делю

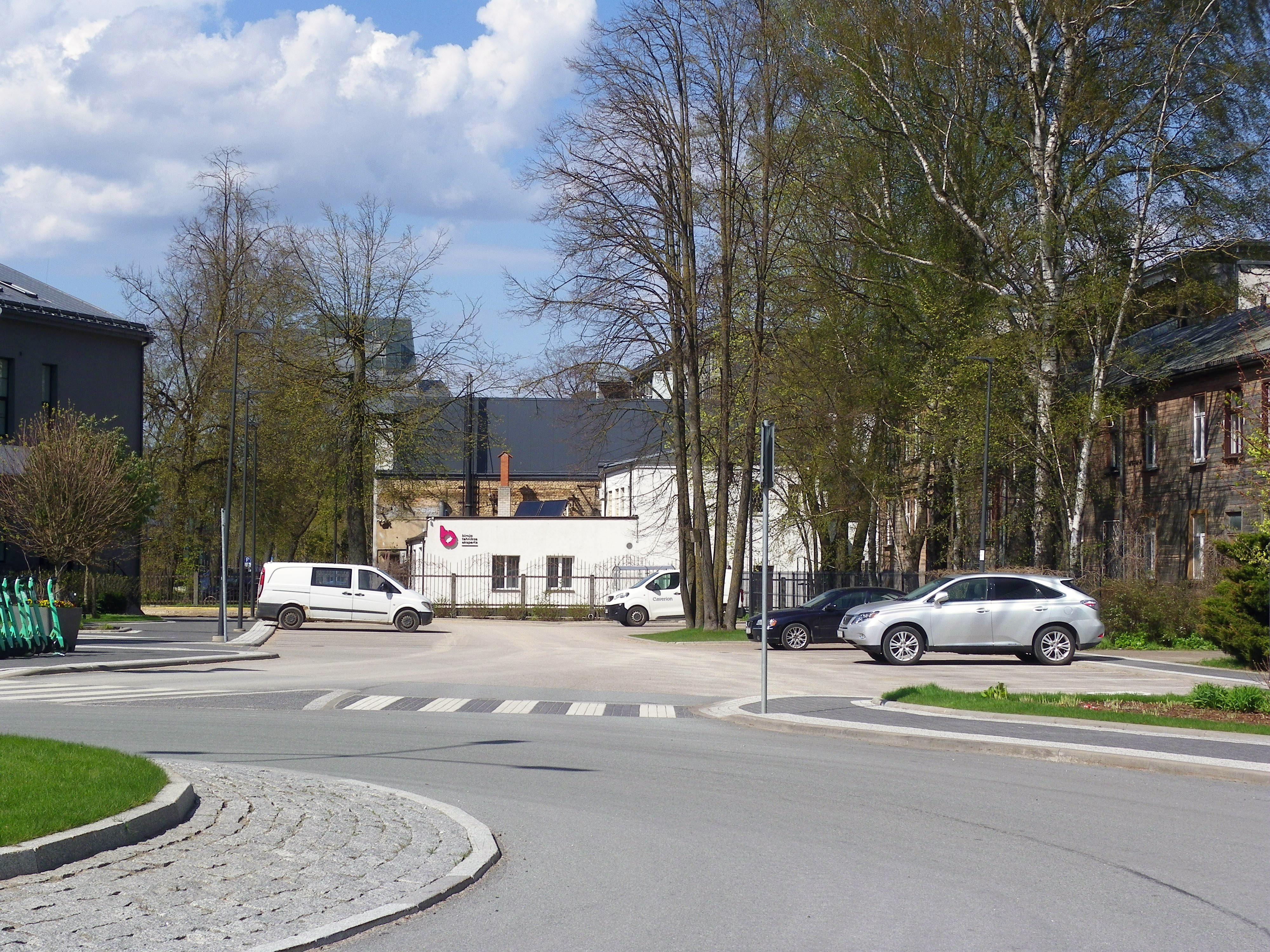
Ответвление бывшей улицы Звирбулю

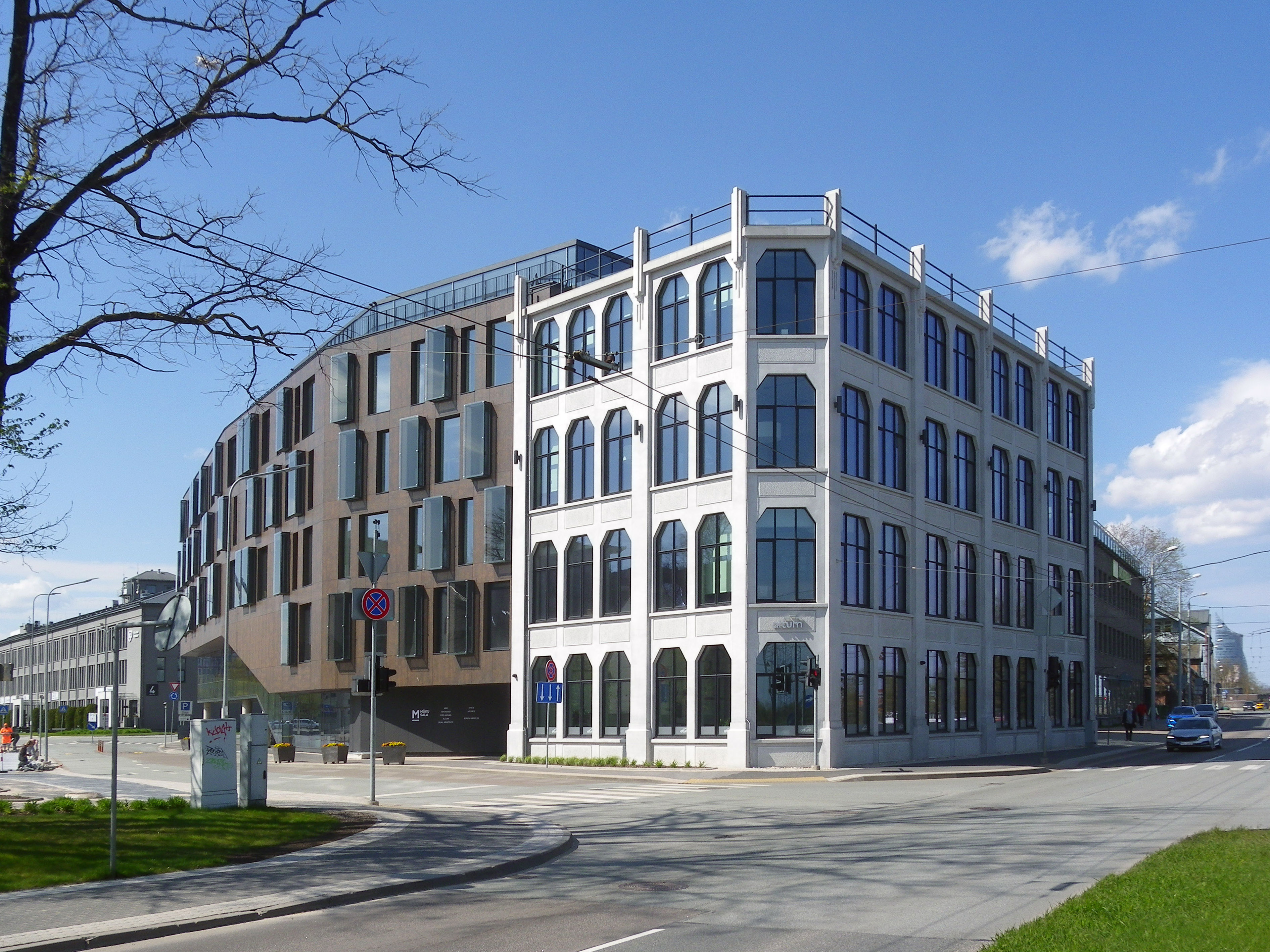
Восстановленное здание Zeiss Biroji (справа — улица Мукусалас)

Улица Де́лю (латыш. Dēļu iela) — улица в Земгальском предместье города Риги, в историческом районе Торнякалнс, на Мукусале. Пролегает в западном направлении от берега Даугавы (от улицы Мукусалас) до канала Килевейна-гравис. С другими улицами не пересекается.

## История
Название Dēļu iela (нем. Bretterstrasse, рус. Досчатая улица) присвоено новой улице в 1885 году и никогда не изменялось. Оно связано с располагавшимися здесь лесопилками и складами древесины, вплоть до конца 1920-х годов остававшихся единственными зданиями на улице. К началу Второй мировой войны к улице относилось 3 земельных участка.
В 1961 году часть улицы была передана под расширение завода «Radiotehnika», а в 1962 году вся улица стала заводской территорией. Поскольку все заводские корпуса имели адреса по улице Мукусалас, в 1998 году улица Делю была исключена из списка городских улиц. Однако в ходе реконструкции бывшей территории завода в коммерческий квартал в 2016 году название улицы Делю было восстановлено, а прилегающие здания получили адреса по этой улице.

## Транспорт
Общая длина улицы Делю составляет 255 метров. На всём протяжении асфальтирована, движение двустороннее. При пересечении с бывшей улицей Звирбулю (Воробьиной) устроен перекрёсток с круговым движением.
В 2023 году в створе улицы Делю сооружён пешеходно-велосипедный мост через канал Килевейна-гравис, длиной 30 метров и шириной 5,6 метров, который соединил район улицы Мукусалас с развилкой улицы Елгавас и Виенибас гатве и строящимся здесь Академическим центром Латвийского университета.

## Застройка
Улица застроена бывшими производственными и хозяйственными корпусами завода «Radiotehnika», реконструированными для современных нужд. Наиболее интересно здание на углу с улицей Мукусалас (адрес — ул. Делю, 2, ранее ул. Мукусалас, 41B), построенное в 1912 году как фабрика оптических инструментов компании «Carl Zeiss» и ставшее первым в Риге зданием с железобетонным каркасом. Во второй половине 2010-х годов старое здание было снесено, после чего выстроено заново в прежних формах с пристройкой дополнительных объёмов (проект архитектурного бюро SIA «OUTOFBOX»).